# 7362 Rogerbyrd
7362 Rogerbyrd (1996 EY) là một tiểu hành tinh vành đai chính được phát hiện ngày 15 tháng 3 năm 1996 bởi JPL NEAT ở Haleakala.